# Повесть о настоящем человеке (опера)
«По́весть о настоя́щем челове́ке» — опера С. С. Прокофьева.

## История создания и постановок
Прокофьев посвятил оперу прославлению мужества советских людей в годы Великой Отечественной войны. Литературным источником послужила одноимённая повесть Бориса Полевого (1946), которая основана на подлинных фактах героической биографии лётчика Алексея Маресьева. Это одна из первых опер, в которой были воскрешены события недавно отгремевшей войны. Творческая смелость композиторского замысла заключалась в том, что вся обстановка действия — воздушные бои, палата госпиталя, аэродром — ломала привычные представления об оперной условности. В значительной части произведения главный герой показан больным, физически неполноценным человеком. Основной драматургический конфликт выявлен косвенно, через описания событий, переживания действующих лиц, без непосредственного столкновения противоборствующих сил. Так Прокофьеву удалось создать музыкально-сценическое произведение, новаторское по содержанию и по форме. В либретто, при неизбежном сокращении ряда эпизодов, свободной компоновке действия, диктуемой законами сцены, сохранились, однако, основные сюжетные линии повести и подлинные тексты Полевого.
Опера написана по предложению Министерства культуры СССР. К сочинению Прокофьев приступил в октябре 1947 года и закончил работу в августе 1948 года. Закрытый просмотр оперы 3 декабря 1948 года в Ленинградском театре оперы и балета завершился разгромом. Премьера состоялась только после смерти композитора 7 октября 1960 года в Большом театре Союза СССР. Для этой постановки М. А. Мендельсон внесла в либретто ряд изменений (перекомпоновка и сокращения). В этой редакции опера была позже поставлена в Национальном театре Чехословакии в Праге. Опера долгое время шла в Оперной студии Ленинградской Консерватории, премьера состоялась 4 ноября 1967 года (это было первое исполнение данной оперы в Ленинграде), в главной роли выступил баритон Сергей Рязанцев, исполнение оперы транслировалось по Ленинградскому радио. В 2002 году концертное исполнение оперы, также, со значительными купюрами, состоялось под управлением В. А. Гергиева. В 2005 году материалы оперы были использованы в постановке Д. А. Бертмана в Геликон-опере (Москва) «Упавший с неба». Для этого спектакля Бертман использовал сокращённую редакцию оперы А. Г. Шнитке, с использованием музыкального материала кантаты Прокофьева «Александр Невский». В том же году опера Прокофьева была поставлена (с купюрами) в Саратовском оперном театре.
Первая и, пока что, единственная постановка полной версии оперы, причём с восстановленной по рукописям авторской оркестровкой, была осуществлена Антоном Лубченко и режиссёром Иркином Габитовым в Государственном Приморском театре оперы и балета (Владивосток) в мае 2015 года к 70-летию Победы. В ноябре того же года по приглашению Валерия Гергиева спектакль был показан в рамках гастролей труппы на Новой сцене Мариинского театра (Мариинский-2), дирижировал Антон Лубченко. Главную партию исполнил солист Мариинского театра Владимир Мороз.
В настоящее время существуют две аудиозаписи оперы: с коллективом Большого театра под руководством Марка Эрмлера (также в сокращённой версии М. Мендельсон-Прокофьевой), сделанная в Москве в 1961 году, и в исполнении Мариинского театра, также с большими купюрами, осуществлённая в 2002 году на фестивале в Роттердаме Валерием Гергиевым.
Известно, что в 2015 году А.Лубченко также осуществлена студийная запись полной версии оперы с коллективом Государственного Приморского театра оперы и балета (ныне — Приморский филиал Мариинского театра), но эта запись в настоящий момент остаётся не изданной и не опубликованной.

## Действующие лица
- Алексей, летчик, баритон
- Ольга, его невеста, сопрано
- Дедушка Михайло, председатель колхоза, тенор
- Василиса, бабушка, контральто
- Варя, колхозница, меццо-сопрано
- Петровна, колхозница, сопрано
- Серёнька, мальчик
- Федя, мальчик
- Андрей, летчик, друг Алексея, бас
- Первый хирург, тенор
- Второй хирург, бас
- Мать Алексея, меццо-сопрано
- Клавдия, медсестра, меццо-сопрано
- Комиссар, бас
- Кукушкин, летчик, тенор
- Гвоздев, танкист, тенор
- Василий Васильевич, главный хирург, бас
- Главврач, тенор
- Зиночка, меццо-сопрано
- Полковник, бас

## Структура либретто
Сцены:
1. Пролог. Песня колхозников «Вырос в роще дубок». Алексей на месте падения самолета.
2. Мертвое поле. Алексей смотрит на фотографию невесты. Слышна канонада.
3. Алексея находят дети Серёнька и Федя. Они приводят к нему колхозников.
4. У партизан. За летчиком прилетает самолет. Конец первого акта.
5. Госпиталь. Алексей в лихорадке. Комиссар ободряет Алексея.
6. Сцена в Солярии. Ариозо Алексея. Смерть Комиссара. Конец второго акта.
7. Алексей пишет письмо Ольге.
8. Медкомиссия. Алексей танцует. Отъезд летчиков на фронт.
9. Баркарола. Фронт.
10. Боевой вылет. Второе письмо Ольге. «Вырос в роще дубок». Конец третьего акта.